# Sociedad laboral (España)
En España las sociedades laborales componen junto a las cooperativas la mayoría de las empresas de la economía social. Son empresas privadas mercantiles tradicionales (sociedades anónimas o sociedades limitadas), y llevan obligatoriamente los acrónimos SAL o SLL, según corresponda.
Fueron definidas legislativamente por primera vez en el año 1986 en España (primera Ley de Sociedades Anónimas Laborales) y modificado en 1997, con la Ley 4/1997, de 24 de marzo, de Sociedades Laborales (BOE 72 de 25/03/97). Posteriormente, la Ley 44/2015, de 14 de octubre, de Sociedades Laborales y Participadas (BOE núm. 247, de 15 de octubre de 2015) derogó la Ley 4/1997. 
Esta ley hace referencia a los requisitos que ha de cumplir una empresa, sea ésta una sociedad anónima o una sociedad limitada, para que sea reconocida como "laboral":
1. La mayoría del capital social (más del 50%) debe ser propiedad de trabajadores que presten servicios retribuidos en virtud de una relación laboral por tiempo indefinido..
2. Un accionista no puede poseer más de 1/3 de las acciones, con la excepción de que el accionista sea una entidad pública o una entidad no lucrativa, en cuyo caso podrá ser superior, sin alcanzar el 50%.
3. En el tráfico de acciones, y al objeto de preservar el carácter laboralista, existe un orden de prelación en la adquisición de acciones:
- los trabajadores fijos no socios
- los trabajadores fijos socios
- los accionistas que no son trabajadores y resto de trabajadores no socios,
- los demás (podrá hacerse autocartera con el resto, con el límite establecido en el Texto refundido de sociedades de capital)

4. Existe un límite a la hora de contratar a trabajadores fijos:
El número de horas-año trabajadas por los trabajadores contratados por tiempo indefinido que no sean socios no debe ser superior al cuarenta y nueve por ciento del cómputo global de horas-año trabajadas en la sociedad laboral por el conjunto de los socios trabajadores. 

5. En cuanto a la distribución de los beneficios, el 10% de los beneficios líquidos no se puede distribuir entre los socios sino que se debe quedar en la sociedad en un Fondo Especial de Reserva.
En España, las sociedades laborales son considerados como parte de la economía social. Según el Ministerio de Trabajo y Economía Social, en el segundo trimestre de 2020 había en España 7.801 sociedades laborales con 54.954 empleos.